# Dürrüaden Kadınefendi
Dürrüaden Kadın, rodným jménem Hatice Voçibe (16. května 1860 Soči - 17. října 1909 Istanbul) byla druhá manželka osmanského sultána Mehmeda V. a matka Şehzade Necmeddin. 

## Životopis
Narodila se jako dcera Mustafy Beye Voçiba. Její bratři Murad Bey a Aziz Bey obývali vesničku Masukiye na pobřeží jezera Sapanca. Její neteř Inşirah Hanımefendi (dcera bratra Azize) se provdala za sultána Mehmeda VI. Její rodina se odstěhovala do Istanbulu kvůli ruskému útlaku. Když jí byly tři nebo čtyři roky, byla darována do paláce. 
Sloužila v harému, kde si jí všiml sultán Mehmed V. a oženil se s ní v říjnu roku 1876 v paláci Veliahd, když jí bylo devět let a jemu třicet dva. Dva roky po svatbě porodila svého jediného syna, prince Şehzade Necmeddina. Ten se narodil s pokřivenou páteří, která mu znemožnila chůzi a tak se nikdy neoženil. Kvůli jeho nemoci byla velmi zarmoucená. V roce 1909 onemocněla tuberkulózou a v říjnu téhož roku této nemoci podlehla. Je pohřbena na hřbitově Eyüp. 

## Tituly
- 27. dubna 1909 - 17. října 1909
Devletlu Ismetlu Dürrüaden Ikinci Kadınefendi Hazretleri (Její výsost druhá dáma konkubína Dürrüaden)